# Teatro Polytheama (Jundiaí)
O Teatro Polytheama (estilizado na grafia arcaica Cine Theatro Polytheama) é uma casa de espetáculos localizada na cidade brasileira de Jundiaí, no estado de São Paulo. Inaugurado em 1911, é um dos mais antigos e tradicionais teatros brasileiros.

## História
Trata-se do melhor exemplo remanescente dos teatros populares de fins do século XIX e início do século XX, reunindo atividades diversas, como teatro, música, circo, cinema, reuniões sociais e assim por diante.  Seu próprio nome revela esta origem pois em grego a palavra politeama ("muitos espetáculos").

### Inauguração
O Cine Theatro Polytheama foi realizado pela Intendência Municipal de Jundiaí, após a sugestão de um morador no ano de 1897. Seu projeto original é de autoria do renomado escritório Ramos de Azevedo, que entregou a edificação em 1911.
O prédio original contava com apenas um pavimento em planta retangular, com portas frontais e dividido em uma pequena sala de espera e o salão principal. As cadeiras eram soltas, permitindo o uso do salão para festividades e outras finalidades. Contava ainda com uma tela para projeções e cinematógrafo, para exibição de filmes de cinema mudo acompanhados por orquestra. 
Teve seu auge na década de 1920, quando era considerado o maior teatro do Estado de São Paulo, com 2 920 lugares, superando até mesmo o Teatro Municipal de São Paulo. 

### Primeira reforma
Em 1927 foi empreendida uma grande reforma no teatro, que adicionou pavimentos ao prédio, onde foram instalados camarotes. Além disso, somaram-se portas laterais e remodelação da fachada. A reinauguração ocorreu em 1928. 

### Decadência e fechamento
Entretanto passou por um período de decadência motivada por problemas administrativos nos anos 1950, resultando em degradação do teatro.
Em 1975, o teatro encerrou suas atividades. Contudo, no início da década de 1980, foi comprado pela Prefeitura Municipal de Jundiaí, que iniciou o planejamento de seu restauro.

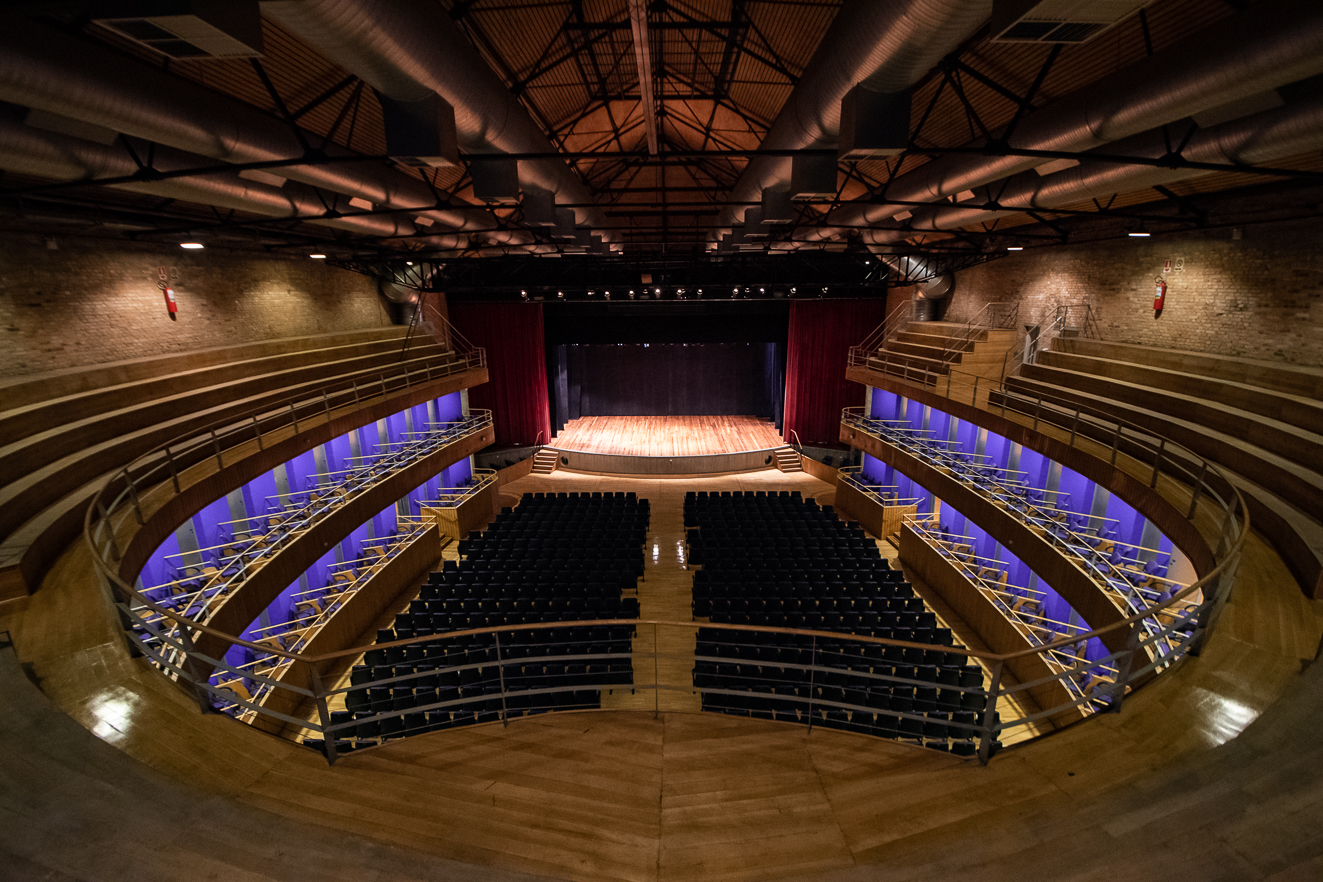
Teatro Polytheama internamente em 2021.

### Segunda reforma
Em 1986, foi realizado um projeto de restauro, de autoria de Lina Bo Bardi, André Vainer e Marcelo Ferraz, que não chegou a ser executado. Em 1995, três anos após a morte de Lina, o escritório Brasil Arquitetura (Francisco Fanucci e Marcelo Ferraz) foi convidado para realizar um novo projeto, concluído em 1996. 
Algumas das ideias do projeto de Lina Bardi foram preservadas neste novo projeto, como por exemplo paredes originais nuas e estruturas metálicas aparentes, caracterizando-se em um exemplo de restauro moderno, e dotando-o de importante interesse arquitetônico, ao lado de seu valor histórico e cultural. As intervenções realizadas buscaram resgatar a "verdadeira alma" da casa de espetáculos polivalente, sem  intervenções estéticas e ornamentos desnecessários.

## Tombamento
Foi tombado em esfera estadual pela Resolução 38 de 16/07/2012 do CONDEPHAAT.
Atualmente é considerado um dos maiores e mais belos teatros paulistas, e conta com uma capacidade total de 1 124 lugares.